# Воксал
Вокса́л — старинный увеселительный сад или помещение, в котором происходили гуляния с танцами, маскарадами, фейерверками и т. п. К современным местам для развлечений название не применяется.

## Этимология
Название воксалы получили от сада Воксхолл-Гарденз, открывшегося в 1660 году в Кеннингтоне; филологи также считают, что русское слово «вокзал», использующееся для обозначения пассажирского помещения на железной дороге, связано с воксалом (вначале оно также писалось как «воксал», но со временем «с» перешло в «з» под влиянием русского слова «зал»). Однако источники расходятся в причинах образования железнодорожного термина.
Английское Vauxhall (Воксхолл), в свою очередь, восходит к имени норманнского рыцаря Фалкса де Брете (Falkes de Bréauté), осевшего в Англии при Иоанне Безземельном и умершего в 1216 году. На месте родового поместья Фалксов (Faukeshale в источниках XIII века, позже Falkes Hall — Фалкс-Холл) возникла деревня Фоксхолл (Foxhall). В начале XVII века деревней владела некая Джейн Во или Вокс (Vaux); в народном языке имена новых и старых владельцев слились, а написание имени деревни сменилось на Vauxhall (Воксхолл). В 1661 здесь был учреждён публичный сад (в источника XVII века New Spring Gardens), а в 1732 предприниматель Джонатан Таерс открыл в Воксхолле ресторан и концертную площадку. Увеселительный сад в Воксхолле достиг расцвета около 1820 года, а затем пришёл в запустение и был закрыт в 1859 году.
Уже к 1769 году слово Vauxhall стало в английском языке именем нарицательным для всякого увеселительного публичного сада или парка. Нововведение быстро распространилось по Европе; в 1764 году предприниматель-пиротехник Торре открыл «воксал» (фр. vaux-hall, facs-hall) в Париже; примерно тогда же «воксал» (пол. foksal, fogzał, wogzał, wagzał) появился в Варшаве, в районе современной улицы Фоксал (пол. Foksal). В конце XVIII века воксалы появились в Нью-Йорке в США, во второй половине XIX века в Канаде и Турции.

## Воксалы в России
Первый платный воксал в России был создан в 1775—1776 годах антрепренёром М. Гроти, которого сменил M. Меддокс. Воспоминания об этом воксале оставил Корберон:
Это большой сад принадлежащий частному лицу, нанимаемый содержателем Воксала. В конце гульбища пруд, на берегу которого музыка; играют несколько духовых инструментов, каждый особым тоном, это как-будто бы разчлененный орган, довольно похожий на вечернюю игру Савояров на Парижских улицах. С наступлением сумерок сад освещается лампами. На возвышении просторный покой, где танцуют и играют. Воксал открыт до 2-х часов утра; входная плата один рубль.
Уже в 1783 тот же Медокс открывает новый «Большой» воксал в Москве. В Петербурге с 1793 года действовал воксал в Нарышкинском саду.
Открывались воксалы и в XIX веке. Так, в 1850 году в Петрозаводске в городском общественном саду по распоряжению губернатора был устроен танцевальный вокзал. Вокзал построили на деньги, собранные по добровольной подписке частных лиц. В ночь на 26 марта 1872 года танцевальный вокзал Петрозаводска сгорел.
Е. В. Савина упоминает следующие воксалы в Москве:
| Владелец воксала                  | Место расположения          |
| --------------------------------- | --------------------------- |
| граф П. Б. Шереметев [1713–1788]  | с. Кусково                  |
| граф П. Н. Трубецкой [1724–1791]  | с. Нескучное                |
| Г. И. Хлудов [?]                  | за Красными воротами        |
| В. А. Пашков [?]                  | Садовая улица               |
| граф И. С. Генриков [1712–1784]   | с. Спасское                 |
| граф С. Р. Воронцов [1744–1832]   | Лефортово                   |
| И. И. Шувалов [1727–1797]         | Лефортово                   |
| граф А. Г. Орлов [1739–1807/8]    | Лефортово                   |
| князь Д. М. Голицын [1721–1793]   | с. Архангельское            |
| граф Я. А. Брюс [1732–1791]       | Сокольничье поле            |
| князь И. П. Прозоровский [?]      | Пресня                      |
| князь Н. С. Долгоруков [?]        | Рядом с Девичьим монастырём |
| В. И. Лопухин [1703–1797]         | Хамовники                   |
| Н. П. Архаров [1740–1814]         | с. Сущово                   |
| княгиня Е. А. Долгорукая [?–1811] | Новая Басманная             |
Она же, со ссылкой на И. Г. Георги, приводит список петербургских воксалов:
| Владелец воксала                   | Место расположения        |
| ---------------------------------- | ------------------------- |
| императорский летний сад           | на берегу Невы и Фонтанки |
| императорский Итальянский сад      | Литейная часть            |
| граф К. Г. Разумовский [1728–1803] | Крестовый остров          |
| граф А. И. Бестужев-Рюмин [?]      | Каменный остров           |
| граф А. С. Строганов [1734–1811]   | Выборгская часть          |
| граф А. А. Безбородко [1747–1799]  | Карельская сторона        |
| Екатерингоф                        | у Кронштадтского залива   |
| А. А. Нарышкин [1726–1795]         | с. Красная мыза           |
| Л. А. Нарышкин [1733–1799]         | по Петергофской дороге    |
| княгиня П. А. Вяземская [?–1835]   | с. Александровка          |
| И. И. Шувалов [1727–1797]          | Выборгская дорога         |
| князь Г. А. Потемкин [1739–1791]   | с. Озерки                 |
| барон П. Г. Демидов [1798–1821]    | с. Сиворицы               |
| барон А. Г. Демидов [?]            | с. Тайцы                  |
Публичных, платных воксалов Е. В. Савина приводит немного:
| Период       | Антрепренёр                               | Место расположения                             |
| ------------ | ----------------------------------------- | ---------------------------------------------- |
| конец 1760-х | М. Гроти [?]                              | Москва, сад графа П. Н. Трубецкого             |
| 1774         | князь П. В. Урусов [1733-1813], М. Гроти  | Москва, сад графа А. В. Салтыкова              |
| 1775–1780    | князь П. В. Урусов, М. Медокс [1747–1822] | Москва, сад графа А. С. Строганова             |
| 1767–1778    | М. Гроти                                  | С.-Петербург, сад графа А. И. Бестужева-Рюмина |
| 1783–?       | М. Медокс                                 | Москва, сад купца С. Яковлева                  |
| 1793–1799    | барон Э. Ванжура [?–1802]                 | С.-Петербург, сад Л. А. Нарышкина              |